# Dolichopoda capreensis
Dolichopoda capreensis is een rechtvleugelig insect uit de familie grottensprinkhanen (Rhaphidophoridae). De wetenschappelijke naam van deze soort is voor het eerst geldig gepubliceerd in 1968 door Capra.
1. ↑  (en) Dolichopoda capreensis op de IUCN Red List of Threatened Species.